# Мови Бутану
Шаблон:Infobox country or territory
В Бутані налічується близько 25 мов. Офіційною мовою країни є дзонг-ке. Представники народу бхотія розмовляють на різних тибетських діалектах, а непальці — на непальських діалектах. На заході країни переважає мова дзонг-ке, на сході — багато східно-бутанських мов, щодо яких не існує чіткої класифікації. Основні з них — цангла, дзала-кха, кхенг-кха, бумтанг-кха.
Крім того, налічується близько 10 мов, якими розмовляють різні іммігрантські групи в Бутані. Серед них найбільш поширена ассамська мова — нею розмовляють близько 109 тисяч іммігрантів. До інших належать: аді (2 100), бантава (19 200), східний магар (21 300), східний таманг, гінді (31 900), лімбу (63 500), санталі (13 600), шерпа (4 200), західний гурунг (43 300).

## Список мов Бутану
У таблиці наведено дані щодо 25 мов Бутану, всі з яких є живими.
| Назва        | Кількість носіїв          | Мовна сім'я     | Локалізація                                    |
| ------------ | ------------------------- | --------------- | ---------------------------------------------- |
| Адап         | дані відсутні             | Сино-тибетська  | Вангді-Пходранг                                |
| Броккат      | 300 (1993)                | Сино-тибетська  | Бумтанг                                        |
| Брокпа-ке    | 5 000 (2006)              | Сино-тибетська  | Трашіганг                                      |
| Бумтанг-кха  | 36 500 (2006)             | Сино-тибетська  | Бумтанг, Тонгса                                |
| Чалі-кха     | 8 200 (2006)              | Сино-тибетська  | Монгар                                         |
| Чокангакакха | 20 000 (1993)             | Сино-тибетська  | Монгар, Лхунце                                 |
| Дакпа-кха    | 1 000 (1993)              | Сино-тибетська  | Трашіганг                                      |
| Дзала-кха    | 68 400 (2006)             | Сино-тибетська  | Лхунце, Трашіянгце                             |
| Дзонг-ке     | 160 000 (2006) (у Бутані) | Сино-тибетська  | Хаа, Паро, Пунакха                             |
| Гонгду       | 2 100 (2006)              | Сино-тибетська  | Монгар                                         |
| Кхенг-кха    | 50 000 (2003)             | Сино-тибетська  | Жемганг, Монгар                                |
| Картопха     | 10 000 (1993)             | Сино-тибетська  | Лхунце                                         |
| Курукх       | 4 200 (2002) (у Бутані)   | Дравідійська    | —                                              |
| Ла-кха       | 8 000 (1993)              | Сино-тибетська  | —                                              |
| Лая-кха      | 1 100 (1993)              | Сино-тибетська  | Пунакха, Гаса, Тхімпху                         |
| Лепча        | 2 000 (2006) (у Бутані)   | Сино-тибетська  | Західні та південні долини                     |
| Лхокпу       | 2 500 (1993)              | Сино-тибетська  | Самце                                          |
| Лунана-кха   | 700 (1998)                | Сино-тибетська  | Пунакха                                        |
| Непалі       | 265 000 (2006) (у Бутані) | Індоєвропейська | Південні та центральні передгір'я              |
| Нупбі-кха    | 2 200 (2006)              | Сино-тибетська  | Тонгса                                         |
| Ньєн-кха     | 10 000 (1993)             | Сино-тибетська  | Тонгса                                         |
| Оле-кха      | 1 000 (1993)              | Сино-тибетська  | Села: Адха, Рукха, Ванглінг, Джангджі, Трумзур |
| Тибетська    | 4 800 (2006) (у Бутані)   | Сино-тибетська  | —                                              |
| Цеку         | 6 400 (2006) (у Бутані)   | Сино-тибетська  | —                                              |
| Цангла       | 157 000 (у Бутані)        | Сино-тибетська  | Схід та південний схід Бутану                  |

## Додаткова інформація
Більшість мов Бутану належать до сино-тибетської мовної сім'ї, що відображає географічну та культурну близькість до Тибету та інших регіонів Гімалаїв. Мови країни мають значні відмінності між собою, що зумовлено гірським рельєфом та ізольованістю окремих громад.
Уряд Бутану проводить політику збереження та розвитку національної мови дзонг-ке, яка є мовою освіти та адміністрації. Однак багато меншин продовжують використовувати свої рідні мови в побуті та культурних практиках.